# José María García
José María García – piłkarz urugwajski, napastnik.
Jako piłkarz klubu Montevideo Wanderers wziął udział w turnieju Copa América 1949, gdzie Urugwaj zajął szóste miejsce. García zagrał w sześciu meczach - z Ekwadorem, Paragwajem (zdobył 2 bramki), Kolumbią, Brazylią, Peru (wszedł na boisko za Miguela Martíneza) i Chile (zmienił na boisku Miguela Martíneza).
García w reprezentacji Urugwaju grał tylko w 1949 roku podczas turnieju Copa América - rozegrał łącznie 6 meczów i zdobył 2 bramki.